# Boô-Silhen
Boô-Silhen – miejscowość i gmina we Francji, w regionie Oksytania, w departamencie Pireneje Wysokie.
Według danych na rok 1990 gminę zamieszkiwało 269 osób, a gęstość zaludnienia wynosiła 86 osób/km² (wśród 3020 gmin regionu Midi-Pireneje Boô-Silhen plasuje się na 795. miejscu pod względem liczby ludności, natomiast pod względem powierzchni na miejscu 1635.).